# XVIII emendamento della Costituzione degli Stati Uniti d'America

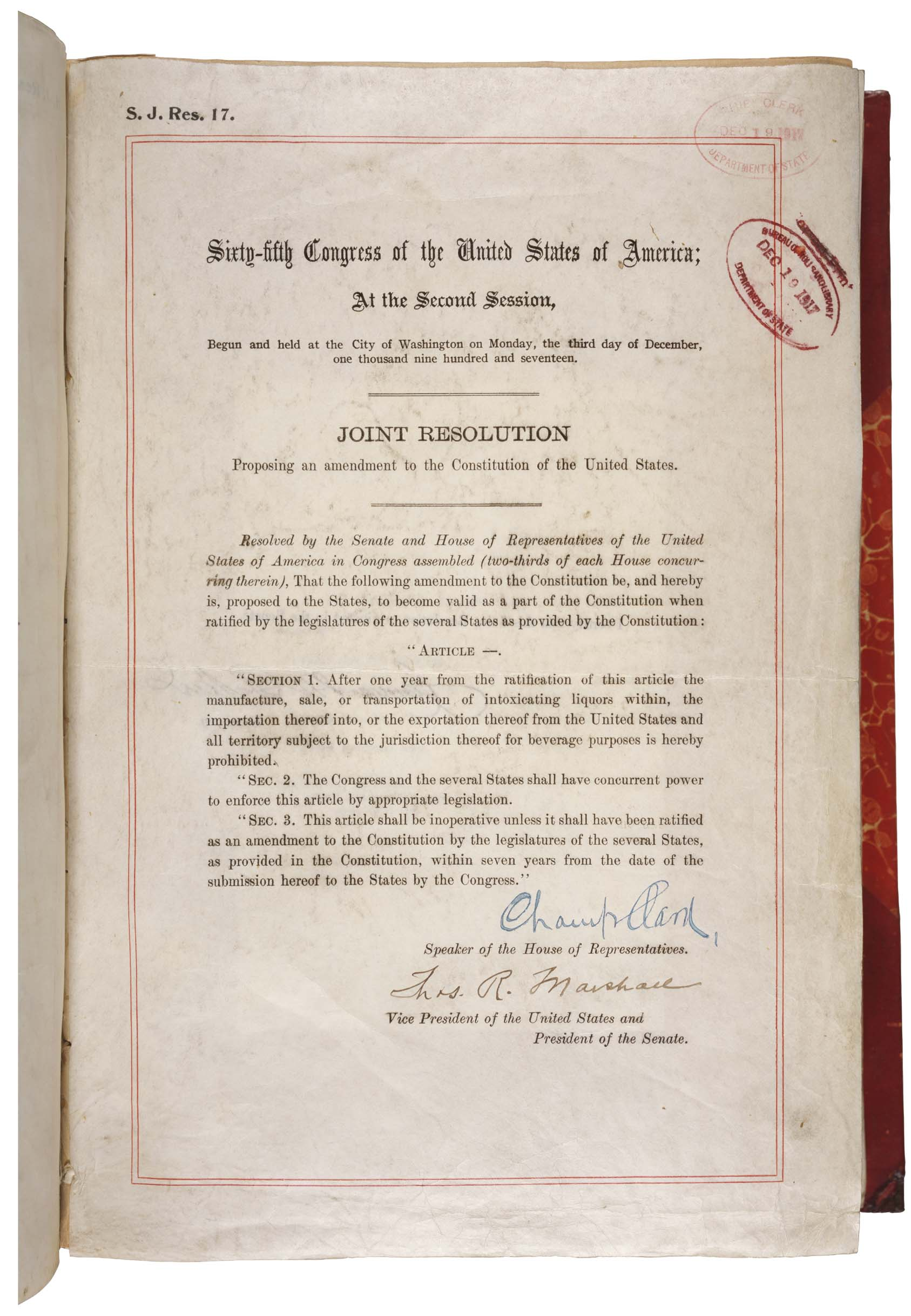
Il diciottesimo emendamento negli archivi nazionali

Il XVIII emendamento della Costituzione degli Stati Uniti d'America (Emendamento XVIII) ha stabilito il divieto di consumo di alcolici negli Stati Uniti. L'emendamento fu proposto dal Congresso il 18 dicembre 1917 e ratificato dal numero necessario di Stati il 16 gennaio 1919. Il Diciottesimo Emendamento fu abrogato dal XXI Emendamento il 5 dicembre 1933, diventando così l'unico emendamento costituzionale della storia americana ad essere abrogato.
Il Diciottesimo Emendamento fu il prodotto di decenni di sforzi da parte del movimento della temperanza, che sosteneva che il divieto di vendita di alcolici avrebbe migliorato la povertà e altri problemi della società. Il Diciottesimo Emendamento dichiarava illegali la produzione, il trasporto e la vendita di liquori inebrianti, senza però vietare il consumo effettivo di alcolici. Poco dopo la ratifica dell'emendamento, il Congresso approvò il Volstead Act per garantire l'applicazione federale del proibizionismo. Il Volstead Act dichiarava che i liquori, il vino e la birra erano da considerarsi intossicanti e quindi vietati. Secondo i termini del Diciottesimo Emendamento, il proibizionismo iniziò il 17 gennaio 1920, un anno dopo la ratifica dell'emendamento.
Sebbene il Diciottesimo Emendamento abbia portato a un calo del consumo di alcolici negli Stati Uniti, l'applicazione del proibizionismo a livello nazionale si rivelò difficile, soprattutto nelle città. Il contrabbando di alcolici, noto come rum-running, e i bar illegali, i locali clandestini, divennero popolari in molte aree. Il sentimento pubblico cominciò a rivoltarsi contro il proibizionismo negli anni Venti e il candidato democratico alla presidenza del 1932 Franklin D. Roosevelt ne chiese l'abrogazione.

## Testo
«Sezione 2. Il Congresso e i vari Stati hanno il potere di far rispettare il presente articolo mediante una legislazione appropriata.
«Sezione 3. Il presente articolo sarà inoperante a meno che non sia stato ratificato come emendamento alla Costituzione dalle legislature dei vari Stati, come previsto dalla Costituzione, entro sette anni dalla data di presentazione del presente articolo agli Stati da parte del Congresso.»

## Contesto
Il Diciottesimo Emendamento fu il risultato di decenni di sforzi da parte del movimento per la temperanza negli Stati Uniti e all'epoca fu generalmente considerato un emendamento progressista. Fondata nel 1893 a Saratoga, New York, la Lega Anti-Saloon (ASL) iniziò nel 1906 una campagna per vietare la vendita di alcolici a livello statale. I discorsi, le pubblicità e le dimostrazioni pubbliche sostenevano che la proibizione dell'alcol avrebbe eliminato la povertà e migliorato i problemi sociali come il comportamento sessuale immorale e la violenza. L'ASL sosteneva che il proibizionismo avrebbe ispirato nuove forme di socializzazione, creato famiglie più felici, ridotto gli incidenti sul lavoro e migliorato il mondo in generale. Dopo l'abrogazione del proibizionismo, il gruppo si fuse nella National Temperance League.
Anche altri gruppi, come la Woman's Christian Temperance Union, si impegnarono per vietare la vendita, la produzione e la distribuzione di bevande alcoliche. Anche le chiese ebbero una grande influenza nell'ottenere nuovi membri e sostegno, raccogliendo 6.000 società locali in diversi Stati. La nota riformatrice Carrie Nation divenne un nome noto per la sua militanza, come la vandalizzazione delle proprietà dei saloon. Prima della ratifica del Diciottesimo Emendamento, molte legislature statali avevano già emanato il proibizionismo a livello nazionale, ma non avevano vietato il consumo di alcolici nella maggior parte delle famiglie. Nel 1916 23 Stati su 48 avevano già approvato leggi contro i saloon, alcuni addirittura vietando la produzione di alcolici.

## Proposta e ratifica

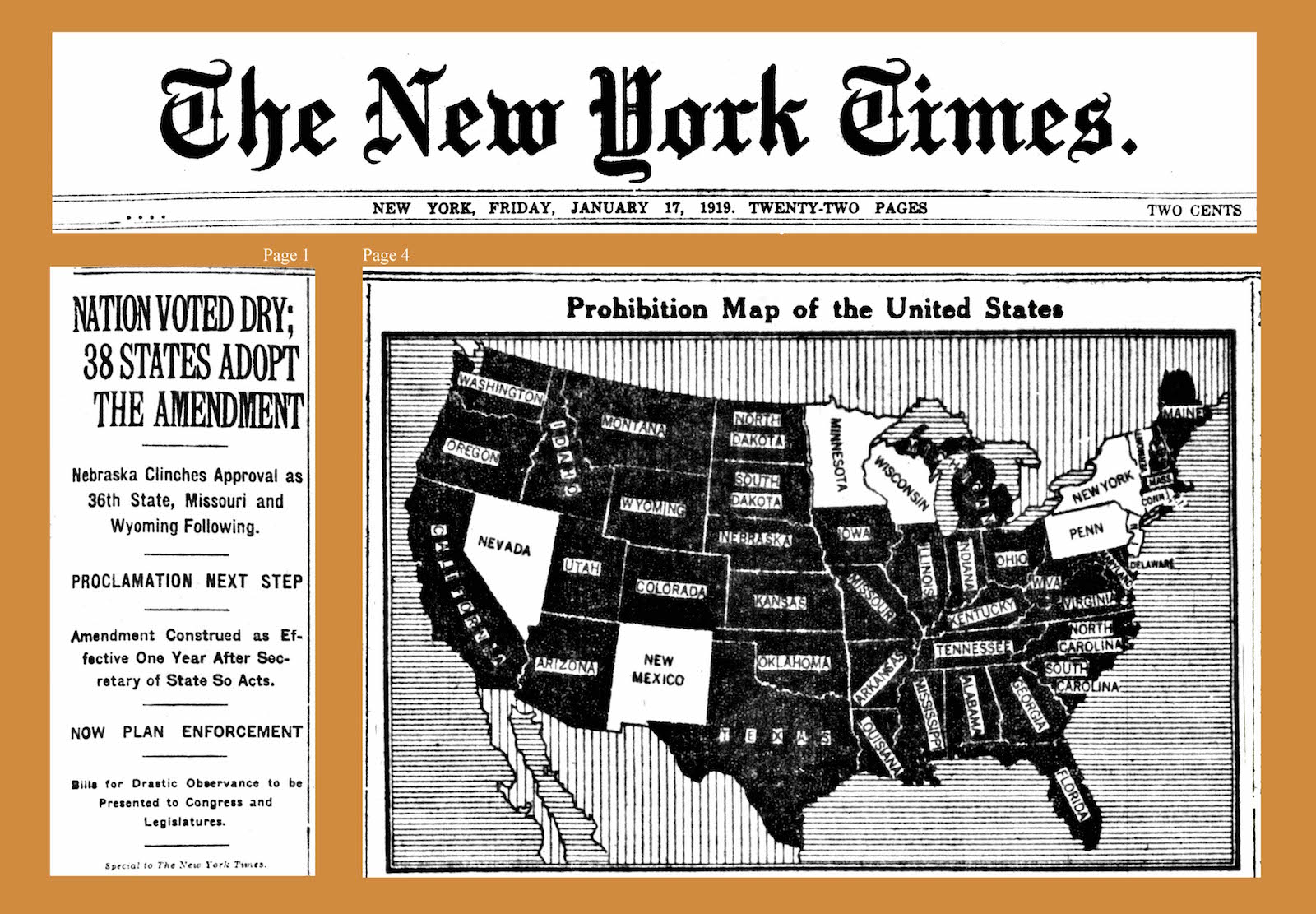
Dopo che il 36º Stato ebbe adottato l'emendamento il 16 gennaio 1919, il Segretario di Stato degli Stati Uniti dovette emettere un proclama formale che ne dichiarava la ratifica. Le proposte di legge per l'attuazione e l'applicazione dovevano essere presentate al Congresso e alle legislature statali, per essere promulgate prima della data di entrata in vigore dell'emendamento, un anno dopo.

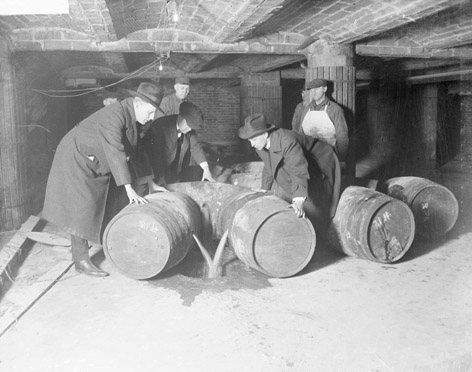
Agenti del proibizionismo che distruggono barili di alcolici

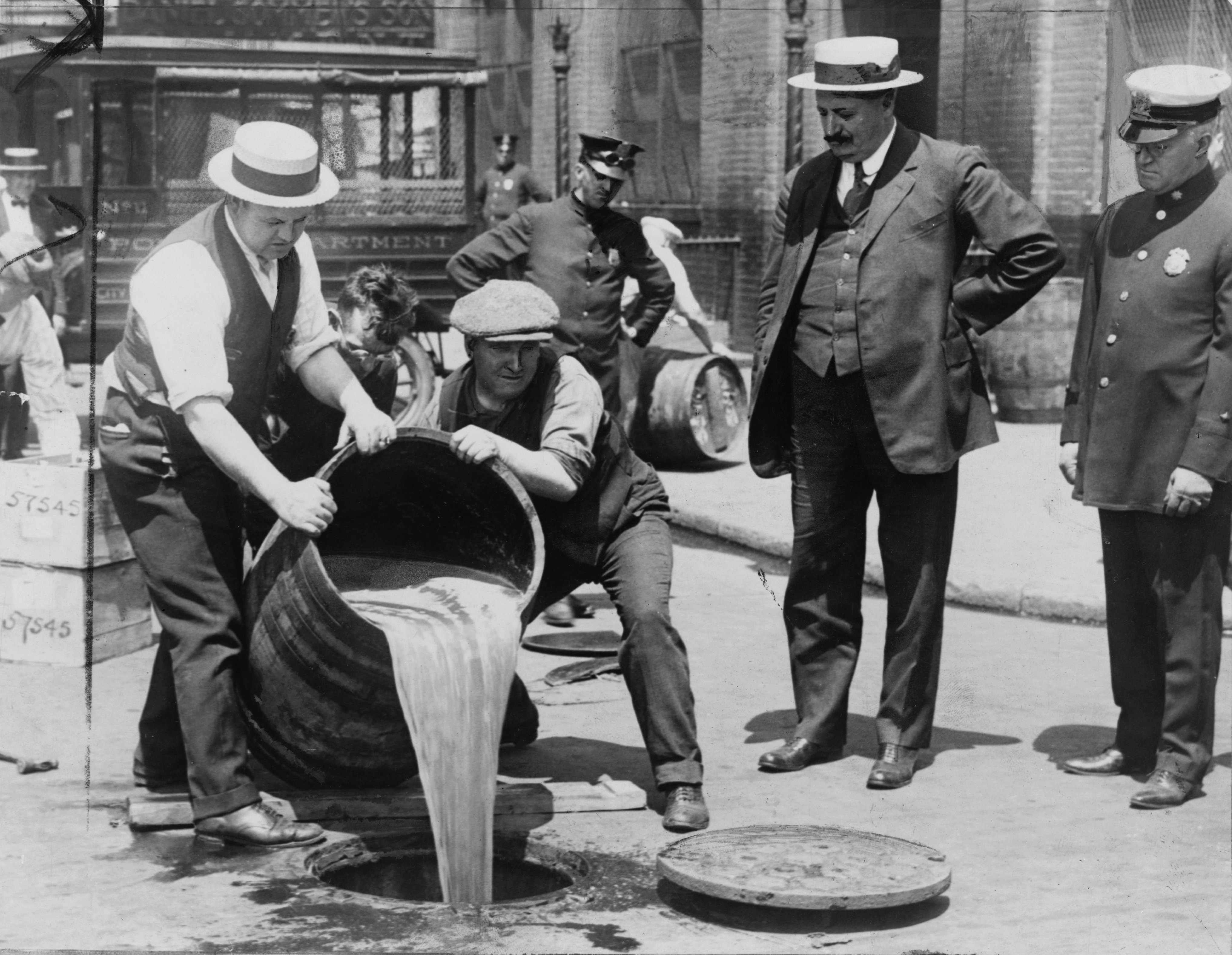
Il vice-commissario della polizia di New York John A. Leach, osserva gli agenti che versano il liquore nelle fogne dopo una retata durante il proibizionismo.

Il 1º agosto 1917, il Senato approvò una risoluzione contenente il testo dell'emendamento da presentare agli Stati per la ratifica. Il voto fu di 65 a 20, con 36 voti a favore e 12 contrari dei Democratici e 29 voti a favore e 8 contrari dei Repubblicani. La Camera dei Rappresentanti approvò una risoluzione rivista il 17 dicembre 1917. Questo fu il primo emendamento a imporre una data limite per la ratifica. Se la ratifica non fosse avvenuta prima della data limite, l'emendamento sarebbe stato respinto.
Alla Camera, il voto fu 282 a 128, con i Democratici che votarono 141 a favore e 64 in opposizione e i Repubblicani che votarono 137 a favore e 62 in opposizione. Quattro indipendenti alla Camera votarono a favore e due contro l'emendamento. L'emendamento fu ufficialmente proposto dal Congresso agli Stati quando il Senato approvò la risoluzione con un voto di 47 a 8 il giorno successivo, il 18 dicembre.
L'emendamento e la relativa legge di abilitazione non vietavano del tutto il consumo di alcolici, ma ne proibivano la vendita, la produzione e la distribuzione negli Stati Uniti. Chi fosse stato sorpreso a vendere, produrre o distribuire bevande alcoliche sarebbe stato soggetto ad arresto. L'emendamento sostituiva le numerose restrizioni statali e regionali già in vigore.
La ratifica avvenne il 16 gennaio 1919, quando il Nebraska divenne il 36° dei 48 Stati a ratificare l'emendamento. Il 29 gennaio il segretario di Stato in carica, Frank L. Polk certificò la ratifica. Nel 1922 46 Stati avevano ratificato l'emendamento. I seguenti Stati ratificarono l'emendamento:
1. Mississippi: 7 gennaio 1918
2. Virginia: 11 gennaio 1918
3. Kentucky: 14 gennaio 1918
4. Dakota del Nord: 25 gennaio 1918[Gruppo Nota 1]
5. Carolina del Sud: 29 gennaio 1918
6. Maryland: 13 febbraio 1918
7. Montana: 19 febbraio 1918
8. Texas: 4 marzo 1918
9. Delaware: 18 marzo 1918
10. Dakota del Sud: 20 marzo 1918
11. Massachusetts: 2 aprile 1918
12. Arizona: 24 maggio 1918
13. Georgia: 26 giugno 1918
14. Louisiana: 3 agosto 1918[Gruppo Nota 2]
15. Florida: 27 novembre 1918
16. Michigan: 2 gennaio 1919
17. Ohio: 7 gennaio 1919
18. Oklahoma: 7 gennaio 1919
19. Idaho: 8 gennaio 1919
20. Maine: 8 gennaio 1919
21. Virginia Occidentale: 9 gennaio 1919
22. California: 13 gennaio 1919
23. Tennessee: 13 gennaio 1919
24. Washington: 13 gennaio 1919
25. Arkansas: 14 gennaio 1919
26. Illinois: 14 gennaio 1919
27. Indiana: 14 gennaio 1919
28. Kansas: 14 gennaio 1919
29. Alabama: 15 gennaio 1919
30. Colorado: 15 gennaio 1919
31. Iowa: 15 gennaio 1919
32. New Hampshire: 15 gennaio 1919
33. Oregon: 15 gennaio 1919
34. Carolina del Nord: 16 gennaio 1919
35. Utah: 16 gennaio 1919
36. Nebraska: 16 gennaio 1919
37. Missouri: 16 gennaio 1919
38. Wyoming: 16 gennaio 1919
39. Minnesota: 17 gennaio 1919
40. Wisconsin: 17 gennaio 1919
41. Nuovo Messico: 20 gennaio 1919
42. Nevada: 21 gennaio 1919
43. New York: 29 gennaio 1919
44. Vermont: 29 gennaio 1919
45. Pennsylvania: 25 febbraio 1919
46. New Jersey: 9 marzo 1922

Due Stati respinsero l'emendamento:
1. Connecticut[13][14]
2. Rhode Island[13][15]

Per definire il linguaggio utilizzato nell'emendamento, il 28 ottobre 1919 il Congresso emanò una legge di abilitazione chiamata National Prohibition Act, meglio nota come Volstead Act. Il Presidente Woodrow Wilson pose il veto su tale legge, ma la Camera dei Rappresentanti votò immediatamente per annullare il veto e il Senato seguì l'esempio il giorno successivo. Il Volstead Act fissava la data di inizio del proibizionismo nazionale al 17 gennaio 1920, la prima data consentita dal diciottesimo emendamento.

## La legge Volstead
Questa legge, che sarebbe diventata il National Prohibition Act, fu concepita e introdotta da Wayne Wheeler, un leader della Anti-Saloon League, un gruppo che riteneva l'alcol responsabile di quasi tutti i problemi della società e che condusse anche molte campagne contro la vendita di alcolici. La legge fu fortemente sostenuta dal potente deputato repubblicano del Minnesota Andrew Volstead, presidente della Commissione Giudiziaria della Camera, il cui nome venne informalmente associato alla legge. La legge gettò le basi del Proibizionismo, definendo le procedure per vietare la distribuzione di alcolici, comprese la produzione e la distribuzione.
Volstead aveva già presentato al Congresso una prima versione della legge. La legge fu presentata per la prima volta il 27 maggio 1919, ma incontrò una forte resistenza da parte dei senatori democratici. Venne invece introdotta la cosiddetta “legge bagnata”, un tentativo di porre fine alle leggi sul proibizionismo in tempo di guerra entrate in vigore molto prima. Il dibattito sul proibizionismo si protrasse per tutta la sessione, mentre la Camera era divisa tra i gruppi che divennero noti come i "secchi" e i "bagnati". Il Volstead Act passò infine alla Camera dei Rappresentanti, guidata dai repubblicani, il 22 luglio 1919, con 287 favorevoli e 100 contrari.
Tuttavia, la legge fu in gran parte un fallimento, dimostrandosi incapace di impedire la distribuzione di massa di bevande alcoliche e causando inavvertitamente un massiccio aumento della criminalità organizzata. L'atto definì i termini e i metodi di applicazione del proibizionismo fino alla ratifica del XXI emendamento della Costituzione che lo abrogò nel 1933.

## Polemiche
La proposta di emendamento fu la prima a contenere una disposizione che fissava un termine per la sua ratifica. Questa clausola dell'emendamento fu impugnata e il caso arrivò alla Corte suprema, che confermò la costituzionalità di tale termine nella causa Dillon v. Gloss (1921). La Corte suprema confermò anche la ratifica da parte della legislatura dell'Ohio nel caso Hawke v. Smith (1920), nonostante una petizione richiedesse che la questione fosse sottoposta a votazione.
Questa non fu l'unica controversia intorno all'emendamento. L'espressione “ liquori inebrianti” era ampiamente intesa per escludere la birra e il vino, in quanto non distillati, e la loro inclusione nel proibizionismo sorprese molti nel pubblico in generale e i produttori di vino e birra. Questa controversia fece sì che molti Stati del Nord si rifiutassero di rispettare l'emendamento.
Con il proibizionismo, l'importazione e la produzione illegale di bevande alcoliche, come il contrabbando di rum e il bagarinaggio, avvennero su larga scala in tutto il Paese. Nelle aree urbane, dove la maggioranza della popolazione tendeva ad opporsi al proibizionismo, l'applicazione della legge era generalmente molto più debole rispetto alle aree rurali e alle città più piccole. Forse la conseguenza più drammatica del proibizionismo fu il suo effetto sul crimine organizzato. Man mano che la produzione e la vendita di alcolici divennero sempre più clandestine, cominciarono a essere controllate dalla Mafia e da altre bande che si trasformarono in sofisticate imprese criminali che traevano enormi profitti dal commercio illecito di alcolici.
Le organizzazioni criminali divennero abili nel corrompere la polizia e i politici affinché trascurassero le violazioni del proibizionismo durante gli anni '20. Al Capone di Chicago ne fu l'esempio più famoso, con un guadagno stimato di 60 milioni di dollari all'anno grazie alle sue operazioni di contrabbando e di spaccio. Anche il gioco d'azzardo e la prostituzione raggiunsero nuove vette e un numero crescente di americani arrivò a biasimare il proibizionismo e a condannarlo come una pericolosa violazione della libertà individuale.

## Richieste di abrogazione
Alla fine degli anni Venti l'opinione pubblica si scagliò contro il proibizionismo e la Grande Depressione non fece altro che accelerarne la fine, poiché gli oppositori sostenevano che il divieto di consumo di alcolici negava posti di lavoro ai disoccupati e introiti necessari al governo. Gli sforzi dell'Associazione apartitica contro l'emendamento del proibizionismo (AAPA) aumentarono la disillusione dell'opinione pubblica. Nel 1932, la piattaforma del candidato democratico alla presidenza Franklin D. Roosevelt includeva una proposta di abrogazione del 18° emendamento e la sua vittoria nel novembre successivo portò alla fine del proibizionismo.
Nel febbraio 1933, il Congresso adottò una risoluzione che proponeva il XXI emendamento della Costituzione, che abrogava il 18° Emendamento e modificava il Volstead Act per consentire la vendita della birra. La risoluzione prevedeva che fossero le convenzioni statali, anziché le legislature statali, ad approvare l'emendamento, riducendo di fatto il processo a un referendum uninominale anziché a un voto popolare. Alcuni Stati continuarono il proibizionismo a livello statale dopo il 1933, ma nel 1966 tutti lo avevano abbandonato.

## Impatto
Subito dopo l'adozione del Diciottesimo Emendamento, si registrò una significativa riduzione del consumo di alcol tra la popolazione in generale e in particolare tra i gruppi a basso reddito. Ci furono meno ricoveri per alcolismo e anche meno problemi medici legati al fegato. Tuttavia, il consumo aumentò presto quando gli imprenditori della malavita iniziarono a produrre il pericoloso alcol di "bassa qualità". Con l'aumento dell'alcol distillato in casa, una distillazione incauta portò a 10.000 morti attribuite all'avvelenamento da alcol di legno (metanolo). Tuttavia, durante il proibizionismo, il tasso di uso e abuso di alcolici rimase significativamente inferiore rispetto a prima della promulgazione.
Sebbene il proibizionismo abbia creato una nuova categoria di crimini legati alla produzione e alla distribuzione di alcolici, vi fu una riduzione iniziale dei crimini associati all'ubriachezza. Coloro che continuavano a bere alcolici tendevano a rivolgersi alle organizzazioni criminali. Le forze dell'ordine non riuscirono a fermare gran parte dei liquori illeciti; tuttavia, ricorsero a operazioni di “stangata”, come il famoso agente del proibizionismo Eliot Ness, che utilizzò le intercettazioni telefoniche per scoprire birrerie segrete. Le carceri si affollarono, il che portò a un minor numero di arresti per la distribuzione di alcolici, e agli arrestati vennero comminate piccole multe anziché il carcere. Il tasso di omicidi diminuì per due anni, ma poi salì a livelli record a causa degli omicidi delle bande, una tendenza che si invertì proprio l'anno in cui il proibizionismo finì. Il tasso di omicidi passò da sei per 100.000 abitanti nel periodo pre-proibizionista a quasi dieci. In generale, la criminalità aumentò del 24%, compresi gli aumenti di aggressioni e percosse, furti e rapine.
Si formarono gruppi antiproibizionisti che si adoperarono per abrogare il diciottesimo emendamento, cosa che avvenne con l'adozione del XXI emendamento della Costituzione il 5 dicembre 1933.

## Contrabbando e criminalità organizzata
Dopo la ratifica nel 1919, gli effetti dell'emendamento furono duraturi e portarono a un aumento della criminalità in molte grandi città, come Chicago, New York e Los Angeles. Insieme a ciò nacquero molte forme distinte di distribuzione illegale di alcolici, come gli spacci, il contrabbando e le operazioni di distillazione illegale.
Il contrabbando iniziò nelle città che confinavano con il Messico e il Canada e nelle aree con più porti e approdi. L'alcol era spesso fornito da distributori stranieri provenienti da nazioni come Cuba e le Bahamas, e alcuni provenivano persino da Terranova e dalle isole sotto il dominio francese.
In risposta, il governo impiegò la Guardia Costiera per perquisire e trattenere le navi che trasportavano alcolici nel Paese, causando però diverse complicazioni, come le dispute sulle aree di giurisdizione nazionale in mare. Atlantic City, nel New Jersey, divenne un luogo frequente per le operazioni di contrabbando a causa di un punto di imbarco a quasi tre miglia dalla costa che i funzionari non potevano indagare, complicando ulteriormente l'applicazione della legge. La Guardia Costiera non era ben equipaggiata per dare la caccia alle navi da contrabbando, ma iniziò a perquisire le navi in mare invece che al loro arrivo in porto, e aggiornò le sue imbarcazioni per facilitare arresti più efficienti e coerenti.
Una complicazione che affliggeva gli sforzi del governo nell'applicazione della legge era costituita dalla falsificazione delle prescrizioni per le bevande alcoliche. Molte forme di alcolici venivano vendute al banco, apparentemente per scopi medici, ma alcuni produttori falsificavano le prove del valore terapeutico dei loro prodotti.
Il contrabbando è stato il principale fattore di sviluppo della criminalità organizzata nelle grandi città, poiché il controllo e la distribuzione degli alcolici erano molto difficili. Molte bande lucrative controllavano ogni aspetto del processo di distribuzione, come la produzione e lo stoccaggio nascosti, la gestione dei bar clandestini e la vendita di alcolici in ristoranti e locali notturni gestiti da organizzazioni criminali. Con la criminalità organizzata che diventava un problema crescente, il controllo di territori specifici era un obiettivo chiave tra le bande, che portò a molti scontri violenti come il Massacro di San Valentino; di conseguenza, il tasso di omicidi e di furti aumentò drammaticamente tra il 1920 e il 1933. Il contrabbando si rivelò anche un crimine di passaggio per molte bande che si sarebbero poi espanse in crimini come la prostituzione, il racket del gioco d'azzardo, i narcotici, lo strozzinaggio, l'estorsione e il racket del lavoro, causando così problemi che persistettero a lungo dopo l'abrogazione dell'emendamento.

## Annotazioni
1. ↑  Efficace il 28 gennaio 1918, data in cui la ratifica del North Dakota fu approvata dal governatore dello Stato.
2. ↑  Efficace il 9 agosto 1918, data in cui la ratifica della Louisiana fu approvata dal governatore dello Stato.